# 原子光谱学
原子光谱学（英語：Atomic spectroscopy）是研究原子吸收和发射的电磁辐射的学科。由于每一种元素都具有独特（鲜明特征的）的光谱，所以应用原子光谱，特别是电磁光谱或质谱来测定物质的元素组成。它可以通过雾化源或所使用的光谱类型进行区分。在后一种情况下，主要是根据光谱和质谱进行区分。质谱法通常显示出更好的分析性能，但也显得更复杂。这种复杂性意味着更高的购买成本，更高的运营成本，更多的运营商培训以及可能缺乏更多的组件。因为光谱法通常比较便宜，并且具有适用于许多任务的优良性能，所以在通常情况下，原子吸收光谱仪是最常销售和使用的分析装置之一。

## 光谱学
原子内的电子存在于一个能级和一个原子轨道上。原子轨道是量子化的，意味着它们只能是特定的值而不是连续的。电子可以在不同的轨道之间移动，但是在这样做时，它们必须吸收或发射等于其原子的特定的量子化轨道能级之间的能量差的能量，这些能量的大小只能是一些固定的值而并非连续的。而在光谱学中，电子移动到更高的能级（更高的轨道）所吸收的能量，和随着电子移动到较低的能级（更低的轨道）所发射的能量，都以光子的形式存在。因为每个元素具有固定数量的电子数和电子层数，所以原子只能以其元素的种类（例如Ca，Na等）以特有的模式吸收/释放某些特定大小的能量，因此以相应的模式吸收/发射有着特定能量的光子，而光子的能量与其频率成正比，于是每一种原子所能吸收和发射的电磁波频率必然只能是某些固定值。存在于样品中的原子类型或存在于样品中的各种原子的量可以通过测量这些光的波长和各频率段光的强度推导出来。
光谱进一步分为原子吸收光谱和原子发射光谱。在原子吸收光谱中，预定波长的光通过原子的集合。如果该束光的波长具有对应于原子中的两个能级之间的能量差的能量，则一部分光将被吸收。从光源（例如灯）发射的光的强度与由检测器收集到的光的强度之间的差别计算出吸光度值，然后可以使用该吸光度值来确定样品中给定元素（或原子）的浓度。原子浓度之间的关系，光线通过原子的集合的距离以及吸收的光的一部分可以由朗伯比尔定律计算出。在原子发射光谱法中，发射的光的强度与原子浓度成正比。

## 质谱
原子质谱法与其他类型的由离子源、质量分析仪和检测器组成的质谱法相似。原子的种类由其离子的质荷比来（通过质量分析仪）确定，其浓度由检测到的离子数确定。虽然对原子离子源的质谱仪进行了大量的研究，但离子源质谱法与其他形式的质谱法差异最大。这些离子源还必须雾化样品，或者在电离之前必须进行雾化步骤。原子离子源通常是对原子光谱原子源的修饰。

## 离子和原子源
离子和原子源可以通过许多方式进行调整，但是下面的列表给出了许多离子和原子源的一般用途。其中火焰是最常见的，因为它们的成本低廉、简单。虽然电感耦合等离子体明显较少，特别是当与质谱仪一起使用时，但其突出的分析性能及其多功能性得到了认可。
对于所有的原子光谱分析法，样品必须被蒸发并雾化。对于原子质谱法，样品也必须被电离。蒸发，雾化和电离常常但并不总是用单一来源完成。或者，可以使用一个离子和原子源来蒸一个样品，而另一个离子和原子源用于雾化（并且可能电离）。其实例是激光烧蚀电感耦合等离子体原子发射光谱法，其中使用激光来蒸发固体样品，并且使用电感耦合等离子体来雾化蒸气。
除了最常用于原子吸收光谱的火焰和石墨炉外，大多数离子和原子源用于原子发射光谱法。
液体取样源包括火焰和火花（原子源）、电感耦合等离子体（原子和离子源）、石墨炉（原子源）、微波等离子体（原子和离子源）和直流等离子体（原子和离子源）。固体采样源包括激光（原子和蒸汽源）、辉光放电（原子和离子源）、电弧（原子和离子源）、火花（原子和离子源）和石墨炉（原子和蒸气源）。气体采样源包括火焰（原子源）、电感耦合等离子体（原子和离子源）、微波等离子体（原子和离子源）、直流等离子体（原子和离子源）和辉光放电（原子和离子源）。